# Platyceramus
Genre
Platyceramus est un genre fossile de coquillages marins géants (mollusques bivalves de la famille des Inoceramidae (ordre des Praecardioida) qui vivaient au Crétacé supérieur. On le classe parfois comme un sous-genre d'Inoceramus.

## Description
L'espèce la mieux connue est Platyceramus platinus. Les individus de celle-ci pouvait mesurer 1 m, voire plus, des spécimens fossiles atteignant de 3 m ayant été retrouvés, ce qui en fait le plus grand bivalve ayant jamais existé. 
Sa coquille relativement fine servait :
- à l'intérieur, d'abri à de petits poissons que l'on a parfois retrouvés fossilisés à l'intérieur du coquillage ;
- à l'extérieur, d'ancrage et d'habitat pour des animaux vivants fixés à la coquille :
  - ses propres juvéniles ;
  - des huîtres de l'espèce Pseudoperna congesta[1] ;
  - des cirripèdes.

Des coquilles contenant des perles ont également été découvertes.

## Liste des espèces
Selon GBIF (16 février 2024) :
- † Platyceramus chicoensis (F.M.Anderson, 1958)
- † Platyceramus mantelli (de Mercey, 1872)
- † Platyceramus salisburgensis (Fugger & Kastner, 1885)
- † Platyceramus stephensoni (Walaszczyk, Cobban & Harries, 2001)

Selon Paleobiology Database (16 février 2024) :
- † Platyceramus cycloides (Wegner 1905)
- † Platyceramus platinus (Logan 1898)

## Classification
Selon les sources, ce genre a été créé en 1932 par le géologue et paléontologue allemand Rudolf Heinz (d) (1900-1960), soit par Otto Seitz en 1961.
Le nom valide complet (avec auteur) de ce taxon est Platyceramus Seitz, 1961.